# Directeur de postproduction
Le directeur   de postproduction est un   technicien salarié, éventuellement délégué du producteur ou de la société de production, missionné pour les finitions d'un film jusqu'à la copie standard. Il prend le relai du directeur de production sous l'autorité du producteur. Il devient le représentant dudit producteur vis-à-vis des partenaires et prestataires intervenants dans la fabrication intrinsèque du film, établit le devis puis le planning, engage les équipes de techniciens et assume la responsabilité financière jusqu'à la livraison des masters cinéma et vidéo.

## Historique
Traditionnellement en France, la fonction de directeur de production prenait fin peu après la fin du tournage. La postproduction étant assumée par le monteur en liaison avec la secrétaire du producteur.
Dans les années 1980, la   complexité ascendante de la postproduction, avec l'introduction de nouvelles techniques (informatiques et numériques) a rendu   nécessaire la création de ce nouveau poste, pouvant être aussi appelé « superviseur de postproduction ».

## Fonction
En général, le directeur de postproduction n'a pas les attributs du directeur de production, notamment la responsabilité civile (comme « l'autorisation de signer les chèques »). Il assure à la fois la liaison entre le producteur et les équipes techniques (image et son). 
Sa qualité principale est sa bonne appréhension des moyens techniques nécessaire à la bonne fabrication (ou « finitions ») du film et ce, dans les meilleures conditions financières. Il doit aussi assurer l'organisation, la liaison et la bonne harmonie entre les membres des équipes engagées.

## Formation
Il existe un certain nombre d'organismes de formation qui proposent des stages aux intermittents. Le directeur de postproduction peut être, par exemple, un ancien monteur ou une secrétaire de production intéressé par l'aspect technique et relationnel. Il doit posséder la   capacité de se former en permanence sur les dernières innovations techniques et leurs répercussions.